# Mala Nedelja
Mala Nedelja – wieś w Słowenii, w gminie Ljutomer. W 2018 roku liczyła 101 mieszkańców.